# Isaac S. Pennybacker
Isaac Samuels Pennybacker (né le 3 septembre 1805 à Pine Forge, dans le comté de Shenandoah en Virginie et mort le 12 janvier 1847 à Washington) est un juriste et politicien américain.

## Biographie
Isaac Pennybacker reçoit tout d’abord une éducation au Washington College, une école privée de Virginie, puis étudie le droit à la Winchester Law School. Après la réussite de son diplôme, il est reçu au barreau de Harrisonburg, dans le comté de Rockingham où il s’établit pour exercer sa profession d’avocat.
En 1838, il est élu comme démocrate au vingt-cinquième Congrès des États-Unis où il siège du 4 mars 1837 au 3 mars 1839.
Le 29 janvier 1840, il est nommé juge pour le district ouest de Virginie, nomination confirmée par le sénat le 17 février. Il reste à ce poste jusqu’au 6 décembre 1845, date à laquelle il démissionne.
Le 23 avril 1839, le président des États-Unis Martin Van Buren lui offre le poste d'Attorney General (ministre de la Justice) de son gouvernement. Pennyvacker refuse cette proposition ainsi que celle d’un poste à la Cour suprême de Virginie et la nomination comme candidat démocrate pour le poste de gouverneur.
Le 3 décembre 1845, il est élu, toujours comme démocrate, au Sénat des États-Unis. À ce poste, il est nommé président du Committee on Claims, commission chargée d’examiner les problèmes liés aux factures des sénateurs. De plus, il est membre du bureau directeur de la Smithsonian Institution.
Il décède à Washington, le 12 janvier 1847 et est enterré dans le cimetière de Woodbine à Harrisonburg. Un cénotaphe est érigé à sa mémoire dans le cimetière du Congrès américain.
Avec sa femme Sarah, ils ont un fils, John D. Pennybacker, qui sera colonel pendant la guerre de Sécession.